# Грачаница (община Андриевица)
Вижте пояснителната страница за други значения на Грачаница.
Грачаница (на сръбски: Грачаница) е село в Черна гора, част от Община Андриевица. Населението на селото през 2003 година е 307 души, предимно етнически сърби.

## Население
- 1948 – 870 жители
- 1953 – 906 жители
- 1961 – 787 жители
- 1971 – 736 жители
- 1981 – 558 жители
- 1991 – 397 жители
- 2003 – 307 жители

### Етнически състав
(2003)
- 230 (74,91 %) – сърби
- 59 (19,21 %) – черногорци
- 1 (0,32 %) – унгарец
- 4 (1,3 %) – неопределени